# System podatkowy
System podatkowy – ogół przepisów prawnych i instytucji finansowych w zakresie ustalania i poboru podatków. Obejmuje on nie tylko przepisy prawne dotyczące instytucji podatków, ale także całą strukturę podmiotów, które podatki pobierają, płacą je oraz te, które wyznaczają ich indywidualną wysokość, w tym także warunki ich płatności.
Podatki stanowią podstawowe źródło finansowania wydatków państwa m.in. w Rzeczypospolitej Polskiej.

## Czynniki kształtujące system podatkowy
- czynniki ekonomiczne
  - wybór właściwych źródeł podatkowych
  - wybór odpowiedniego momentu procesu gospodarczego
  - właściwe i precyzyjne określenie podmiotu gospodarczego, który ma być objęty obowiązkiem podatkowym, oraz ustalanie właściwej wysokości nakładanych podatków
- czynniki zewnętrzne (globalne)
  - występująca koniunktura gospodarcza na świecie
  - rola danego państwa w gospodarce światowej
- czynniki wewnętrzne
  - warunki społeczno-gospodarcze
  - stopień rozwoju gospodarczego
  - typ ustroju politycznego
  - rola i zakres władzy państwowej.

## System podatkowy w Polsce
Prawne podstawy nakładania obowiązków podatkowych stanowi obowiązująca od dnia 17 października 1997 r. Konstytucja Rzeczypospolitej Polskiej z dnia 2 kwietnia 1997 r. (Dz. U. Nr 78, poz. 483). Art. 217 stanowi, że:
nakładanie podatków i innych danin publicznych oraz określanie podmiotów opodatkowania, przedmiotów opodatkowania, stawek podatkowych, kategorii podmiotów zwolnionych od podatków i zasad przyznawania ulg oraz umorzeń podatkowych może następować wyłącznie w drodze ustawy.
Zgodnie z zasadą wyrażoną w art. 8 Konstytucji jej przepisy stosuje się bezpośrednio, chyba że Konstytucja stanowi inaczej. Miejsce Konstytucji w systemie źródeł prawa podatkowego wymaga nadto, aby proces jego wykładni przebiegał w taki sposób, by dokonana interpretacja była zgodna z Konstytucją. W tej kwestii należy zwrócić uwagę na wytyczne Trybunału Konstytucyjnego, zawarte w uchwale z dnia 6 września 1995 r., sygn. W 20/94 (Orzecznictwo Trybunału Konstytucyjnego, 1995, nr 1, poz. 6, cz. II, s. 258–265), który wskazuje, iż w sytuacji, gdy jest możliwe takie wyłożenie przepisu, aby pozostawał on w zgodzie z Konstytucją, należy z tej możliwości skorzystać, odrzucając taką drogę interpretacji, która prowadzi do odczytania przepisu jako niekonstytucyjnego.
Na polski system podatkowy składa się dwanaście tytułów podatkowych, objętych materialnym szczególnym prawem podatkowym. Pojęcie podatku zostało zdefiniowane w art. 6 ustawy z dnia 29 sierpnia 1997 r. – Ordynacja podatkowa (Dz.U. z 2015 r. poz. 613, ze zm.) i jest to publicznoprawne, nieodpłatne, przymusowe i bezzwrotne świadczenie pieniężne na rzecz Skarbu Państwa, województwa, powiatu lub gminy, wynikające z ustawy podatkowej. Przepisy ordynacji podatkowej stosuje się również do opłat i innych niepodatkowych należności budżetu państwa i budżetów jednostek samorządu terytorialnego, do których ustalania lub określania uprawnione są organy podatkowe, oraz opłat, o których mowa w przepisach o podatkach i opłatach lokalnych.
Część materialna ogólna i część proceduralna prawa podatkowego została uregulowana przepisami ordynacji podatkowej.